# Арапов, Нагашбек
Нагашбек Арапов (1916, Чимкентский уезд, Сырдарьинская область, Туркестанский край, Российская империя — 1986 июнь, Джамбулская область, Казахская ССР) — казахский советский хозяйственный и партийный деятель, заведующий районным отделом сельского хозяйства Таласского района Джамбулской области, Казахская ССР. Член Джамбулского обкома партии. Герой Социалистического Труда (1948).

## Биография
Родился в 1916 году в крестьянской в одном из сельских населённых пунктов Чимкентского уезда. Происходит из рода сикым племени дулат. С раннего возраста осиротел. Воспитывался в детских домах. После окончания в 1935 году Джамбулского зооветеринарного техникума трудился зоотехником-селекционером Яны-Курганского районного отдела земледелия Кзыл-Ординской области. С 1936 года — главный зоотехник Сузакского районного отдела земледелия Южно-Казахстанской области, заместитель председателя Сузакского райисполкома. С 1943 года — инструктор отдела животноводства ЦК Компартии Казахстана.
С 1946 года — заведующий отделом сельского хозяйства Таласского района. По итогам работы в 1947 году сельскохозяйственные предприятия перевыполнили в целом по району плановые задания по надою молока на 20 %, настригу шерсти — на 25 % и нагулу скота — на 30 %. Указом Президиума Верховного Совета СССР от 23 июля 1948 года удостоен звания Героя Социалистического Труда за «получение высокой продуктивности животноводства в 1947 году» с вручением ордена Ленина и золотой медали «Серп и Молот» (№ 2484).
Этим же указом званием Героя Социалистического Труда были награждены первый секретарь Таласского райкома партии Мамбет Смагулов, председатель Таласского райисполкома Абдижапар Досумбаев, председатель колхоза «Кенес-Тюбе» Байгельда Кейкиев, председатель колхоза имени Чкалова Байкошкар Мусиралиев и 25 животноводов различных колхозов Таласского района.
В последующие годы — главный зоотехник Таласской МТС, секретарь партийных организаций совхозов имени Ленина и «Бостандыкский», инструктор Таласского райкома партии (1959—1965). С 1965 года — главный зоотехник Таласского района.
Избирался членом Джамбулского обкома партии.
После выхода на пенсию проживал в Джамбулской области. Дата смерти: июнь 1986.
Награды
- Герой Социалистического Труда
- Орден Ленина
- Заслуженный зоотехник Казахской ССР (1958)